# Thaumalea gredosensis
Thaumalea gredosensis är en tvåvingeart som beskrevs av Schmid 1951. Thaumalea gredosensis ingår i släktet Thaumalea och familjen mätarmyggor.
Artens utbredningsområde är Spanien. Inga underarter finns listade i Catalogue of Life.